# Eriauchenius ambre
Eriauchenius ambre là một loài nhện trong họ Archaeidae. Loài này phân bố ở Madagascar.